# Netflix
Netflix, Inc. és una empresa d'entreteniment i un servei per subscripció estatunidenc que opera a escala mundial i el servei principal és la distribució de continguts audiovisuals a través d'una plataforma en línia o servei de vídeo sota demanda per retransmissió en directe. Situada en Los Gatos (Califòrnia), la companyia va ser creada el 1997 i un any després va començar la seva activitat, oferint un servei de lloguer de DVD a través del correu postal. Actualment, Netflix participa en la producció d'obres audiovisuals, des de la creació o adquisició del producte fins a la seva difusió mundial.

## Història
Netflix va sorgir el 1997 a Califòrnia, als Estats Units. Va ser creada per Reed Hastings i Marc Randolph com un videoclub amb una plataforma de vídeo via en línia o per correu postal (servei disponible per als Estats Units), que li proporciona al subscriptor una quantitat il·limitada de rendes de les pel·lícules i sèries del seu catàleg, però el principal negoci de la companyia és el servei de visualització via streaming, malgrat que avui dia el servei d'enviament a domicili es manté oferint pel·lícules en Blu ray. Es tracta d'una activitat que apunta a la baixa, sobretot si es compara amb la ràpida popularització del servei via connexions de banda ampla. Fins i tot, aquest servei ni tan sols es va preveure en la seva expansió internacional cap a l’Amèrica Llatina ni a Europa.
En 2007 va començar el servei de streaming, però les dificultats de treballar amb el sistema de distribució de pel·lícules feu que se centrés a aconseguir emetre sèries, començant amb Mad Men, i el seu èxit feu que les diferents televisions arribessin a acords amb la companyia, que ajudava a remuntar les pèrdues d'audiència de la televisió tradicional i el cable.
El 2015 arribà el seu servei a Andorra i a Espanya alhora.
Netflix va anunciar en octubre de 2016 que comptava amb 86 milions de subscriptors arreu del món, dels quals més de 47 als Estats Units. El juliol del 2017 va superar els 100 milions de subscriptors arreu del món.
L'agost de 2017 Netflix va comprar l'editora de còmics Millarworld fundada per Mark Millar i creador de Kisck-Ass, Old Man Logan i Kingsman.

### Expansió internacional
Netflix s'adonà que per guanyar un públic internacional havia d'apostar per les produccions autòctones. A la República Popular de la Xina trobà en el govern xinès una barrera que esquivaren venent els drets de transmissió dels seus continguts a una empresa xinesa d'emissió local. Així, el 2018 anuncià produccions sud-coreanes, índies, japoneses, taiwaneses i tailandeses.

#### Netflix a Espanya
El 2015 començà a operar a Espanya. Aleshores facturà els ingresoss des de la societat neerlandesa Netflix International B.V., evitant pagar tants tributs com si ho haguera fet a Espanya.
El 2019 Netflix va pagar 3.146 euros en el primer exercici fiscal a Espanya en les seues dues empreses establertes a Espanya l'any anterior (Los Gatos Servicios de Transmisión España y Los Gatos Entretenimiento España).

## Etimologia
El nom "Netflix" prové de la composició de dos mots anglesos: el primer, xarxa ("net" en anglès); i el segon, que correspon a l'evolució del terme "flicker", utilitzat sovint per referir-se al pampallugueig de la projecció que s'apreciava a les sales de cinema abans de l'arribada de l'era digital. Aquest mot, en ser summament explotat popularment, va acabar abreviant-se de manera que "flick" (o el seu plural informal "flix") va esdevenir un sinònim de pel·lícula. Per tant, "netflix" es pot traduir com "pel·lícules en línia".

## Funcionament
El servei en streaming de la plataforma americana es basa en un reproductor influenciat per Microsoft Silverlight, per tal de protegir el contingut en hipotètiques descàrregues, tot i que també està disponible un reproductor amb opció HTML 5. Actualment, es poden descarregar les diferents produccions de la plataforma, gràcies a l'emmagatzemament que duu a terme el búfer. D'altra banda, la plataforma està dotada de mecanismes per evitar l'aturada del contingut quan s'està veient quelcom.

### Aplicació per a dispositius electronics
En dispositius mòbils i ordinadors o tauletes amb Windows 10, l'aplicació de Netflix permet descarregar certs continguts, com, entre d'altres, la majoria dels anomenats Netflix Originals (amb l'excepció dels títols de Marvel) i visualitzar-los sense connexió a Internet. Aquest servei permet tenir l'arxiu en el dispositiu durant un període temporal proper al mes. Quan aquest temps passa, el contingut expira i s'ha de renovar, amb una nova connexió amb els servidors en línia de Netflix. Cal afegir que el temps de visualització és aproximadament d'un mes si no s'obre l'arxiu, ja que, si es comença la seva reproducció, es redueix a 48 hores.

### Streaming enUHD (Ultra Alta Definició)
Actualment, Netflix ofereix streaming de vídeo en UHD, sota una sèrie de condicions. Aquestes condicions són:
- Un televisor compatible amb el streaming UHD de Netflix.
- Una subscripció que inclogui UHD, la qual permet la reproducció simultània en 4 pantalles i amb un preu mensual de 13,99 euros.
- Una connexió estable a Internet mínima de 25 megabits per segon.
- Tenir la qualitat de streaming configurada en l'opció Alta o Automàtica.
- Que el contingut estigui disponible en UHD.

## Models de subscripció
Netflix ofereix tres tipus diferents de subscripció, amb diferents preus i serveis, tot i que tot el contingut està disponible per a tots els subscriptors. Cal afegir que, encara que un pla suporti UHD, s'han de complir una sèrie de requisits previs per tal de visualitzar el contingut en aquesta qualitat (vegeu l’apartat anterior).

## Expansió de fronteres
El 19 juliol 2010, Netflix va anunciar que a la tardor d'aquest mateix any llançaria el seu servei de streaming al Canadà, que així es convertiria en el primer mercat internacional de Netflix. El 22 setembre 2010, Netflix va estar disponible al Canadà per una subscripció de 7,99 dòlars mensuals, però amb severes limitacions a causa de les restriccions de les seves llicències de contingut. No obstant això, des d'aquest llançament inicial, Netflix ha millorat la seva llista de pel·lícules i sèries i continua afegint-hi més títols cada setmana.
Netflix va iniciar la seva expansió a l’Amèrica Llatina el 2011, iniciant les seves operacions al Brasil, i va indicar que podria créixer a un ritme de, com a mínim, dos mercats internacionals per any a partir de 2012 
Netflix està disponible a Argentina, al Paraguai i a l’Uruguai des del 7 de setembre de 2011, mentre que a Bolívia i a Xile es troba disponible des del 8 de setembre de 2011. Des del 9 de setembre a Colòmbia, Equador, Perú i Veneçuela. I des de 12 de setembre la resta d'Amèrica, Costa Rica, El Salvador, Guatemala i altres països de l’Amèrica Central. Ja des del 12 de setembre de 2011, Netflix es troba disponible per a tot Amèrica.
Des del 2012 el servei es va anar expandint a diferents països, incloent-hi el 20 d'octubre de 2015 a Espanya. El gener de 2016 Netflix es va expandir a la majoria de països del món, arribant a més de 190.

## Conseqüències i llegat
El creixement de Netflix ha afectat la manera en la qual les audiències miren contingut televisiu. El Director de Producte de Netflix Neil Hunt creu que Netflix és un model pel que la televisió esdevindrà al 2025. Senyala que perquè l'Internet permet als seus usuaris la llibertat de veure sèries al ritme que ells desitjin, un episodi no necessita un final de suspens (també conegut com a cliffhanger) per tal de temptar a l'audiència i fer que setmana rere setmana estiguin atents a l'estrena del següent capítol, perquè poden simplement veure tots els capítols seguits.Netlfix ha permés que els creadors de contingut es desviïn dels formats tradicionals de 30 o 60 minuts un cop per setmana i proporciona una plataforma que permet variar la durada dels capítols segons el fil de la història, elimina la necessitat de un recap cada setmana i no té una noció fixada del que constitueix una temporada. Aquesta flexibilitat permet que Netflix promogui una sèrie fins que aquesta trobi la seva audiència, a diferència dels mitjans tradicionals que cancel·len un show ràpidament si aquest no és capaç de mantenir una audiència alta fixa.
A més, Netflix també ha evitat la tradicional necessitat d'un episodi pilot per tal de presentar els persontages i crear finals de suspens arbitraris per tal de demostrar-li al mitjà audiovisual que el concepte de la sèrie serà reeixit. Kevin Spacey va dir al Festival de Televisió Internacional d'Edimburg que "Netflix va ser l'única companyia que va dir 'Creiem en tu.'" Tot i això, el cost total de la creació de 13 capítols pilot per la proposta de House of Cards va ser extremadament alt, arribant gairebé als 400 milions de dòlars. Per altra banda, el cost de la subscripció a Netflix elimina també la necessitat d'anuncis, de manera similar a altres serveis de televisió com ara HBO.
El model de Netflix també ha afectat a les expectatives dels espectadors. D'acord amb una enquesta de Nielsen al 2013, més del 60% dels americans deien que feien maratons i gairebé 8 de 10 havien utilitzat la tecnologia per tal de veure la seva sèrie preferida a un horari que els anés bé a ells.Així doncs, Netflix ha aconseguit seguir estrenant contingut original posant disponibles tots els episodis a la vegada, sabent que els horaris en que algú veu una sèrie varien sempre. Això permet que l'audiència vegi els episodis quan vulgui, i dona als subscriptors llibertat per seguir el seu propi ritme. A més, Netflix també permet que el següent capítol comenci automàticament, eliminant els 15 segons d'espera en altres serveis d'streaming.
Al Juny de 2016, el Ministre de Cultura de Rússia Vladimir Medinsky va proclamar que Netflix era part del pla del govern dels Estats Units per tal d'influenciar la cultura mundial, "per entrar a casa de tothom, a totes les televisions, i a través d'aquella televisió entrar al cap de cada persona sobre la terra". Això va ser part de l'argument per tal d'incrementar el finançament del cinema rus i mostrar resistència contra el dominant Hollywood.

## Competència

### Situació als Estats Units
L'èxit de Netflix va ser seguit per l'establiment de nombroses altres empreses de lloguer de DVD, tant als Estats Units com a l'estranger. Walmart va iniciar un servei de lloguer en línia l'octubre de 2002, però va abandonar el mercat al maig de 2005. No obstant això, Walmart més tard va adquirir el servei de lloguer de Vudu, en 2010.
Blockbuster Video va entrar en el mercat en línia dels EUL'agost del 2004, amb un servei de subscripció mensual de US $ 19.95. Això va provocar una guerra de preus; Netflix havia plantejat el seu popular pla de tres discos de US $ 19.95 a US $ 21.99 just abans de l'engegada de Blockbuster, però a l'octubre, Netflix redueix aquesta taxa a US $ 17,99. Blockbuster va respondre amb taxes tan baixes com US $ 14.99 per un temps, però, l'agost de 2005, ambdues empreses es van establir a taxes idèntiques. El 22 de juliol de 2007, Netflix va deixar caure els preus dels seus dos plans més populars en US $ 1,00 en un esforç per competir millor amb Blockbuster en línia. El 4 d'octubre de 2012, Dish Network va rebutjar plans de convertir a Blockbuster en un competidor de Netflix. (Dish va adquirir el convalescent Blockbuster, LLC en 2011 i continuarà llicenciant la marca de franquícies, i mantindrà el seu servei de streaming de vídeo "Blockbuster on Demand" oberta).
En 2005, Netflix citava com un potencial competidor a Amazon.com, que fins a l'any 2008, va oferir lloguer de vídeos en línia en el Regne Unit i Alemanya. Aquest braç de l'empresa va ser venuda a LoveFilm; no obstant això, Amazon va comprar llavors LoveFilm el 2011. A més, Amazon ara transmet pel·lícules i programes de televisió a través de Amazon Video (abans Amazon Video On Demand i LOVEFiLM Instant).
Redbox és un altre competidor que utilitza un enfocament quiosc: en lloc d'enviar els DVD, els clients recullen i retornen els DVD en els quioscos d'autoservei situats en àrees metropolitanes. El setembre de 2012, Coinstar, els propietaris de Redbox, va anunciar plans d'associar-se amb Verizon per engegar Redbox Instant by Verizon a la fi de 2012. A principis de 2013, Redbox Instant by Verizon va començar una versió beta limitada del seu servei, que va ser descrit pels crítics com "No assassí Netflix", a causa de "problemes tècnics i la cerca mediocre."
CuriosityStream, un servei basat en subscripció premium lliure de publicitat, similar a Netflix, va ser llançat el març de 2015, oferint un contingut estrictament de no ficció, enfocat a les àrees de la ciència, la tecnologia, la civilització i l'esperit humà. S'ha denominat el "nou Netflix de no ficció".
Hulu Plus, com Netflix i Amazon Prime Instant Video, "té les seves pròpies ofertes de contingut exclusiu i original", com Netflix "per no només continuar atraient nous subscriptors, sinó també mantenir els ja existents feliços".
Netflix i Blockbuster eviten en gran manera oferir pornografia, però diversos serveis de subscripció de vídeos "per a adults" es van inspirar en Netflix, així com SugarDVD i WantedList.

### Altres països i regions
A Austràlia, Netflix competeix amb diverses empreses locals de streaming, incloent-hi Foxtel/Seven West, mitja empresa de Prest, Nine Entertainment Co./Fairfax, mitja empresa de Stan i Quickflix. A Escandinàvia, Netflix competeix amb Viaplay, HBO Nordic i CMore Play. En el sud-est asiàtic, Netflix competeix amb Astre On the Go, Sky on Demand, Singtel TV, HomeCable OnDemand, i iflix. A Nova Zelanda, Netflix competeix amb empreses locals de streaming, incloent-hi Television New Zealand (TVNZ), Mediaworks New Zealand, Sky Network Television, Lightbox, Neon i Quickflix. A Itàlia, Netflix només competeix amb Infinity (Mediaset), Sky Online i TIMvision. A Sud-àfrica, Netflix competeix amb ShowMax.
A Llatinoamèrica, Netflix competeix a Mèxic amb Blim de Grup Televisa, Cinépolis Klic i Total Play. En altres països de la regió competeix amb HBO GO, Qubit.tv i Clarovideo.
A Espanya inicialment s'especulava que Netflix no entraria a operar els seus serveis pels alts preus de dret d'autor comparats amb altres països d'Europa com França o Alemanya, i per l'alta taxa de llocs web de streaming il·legals i pirateria. L'octubre de 2015 Netflix fa la seva arribada al país europeu de forma independent, i amb Vodafone TV on estarà integrat en el descodificador de la companyia Vodafone per contrarestar a Movistar+ i Yomvi. Actualment, Netflix competeix amb els serveis de streaming de Movistar+, HBO, Amazon Prime Video, Sky, RakutenTV, Filmin, i, en menor mesura, amb Atresplayer (propietat d'Atresmedia), Mitele (propietat de Mediaset Espanya), iTunes i Google Play.

## Noves emissions en Dolby Atmos
Netflix sempre està intentant millorar el servei que ofereix als seus usuaris, i últimament es va decidir apostar per la millora de la qualitat del so en algunes de les seves pel·lícules. Això ho pensa fer oferint pistes en format Dolby Atmos; una tecnologia d'audio inmersiu que presenta un sistema hibrid de mescles i dirigeix el so en forma d'objectes dinàmics que envolten l'oient fent que la qualitat del so incrementi considerablement.
Fins al moment Netflix disponia com a màxim del sistema Dolby Digital Plus.
De moment només es podran veure pel·lícules amb pista Dolby Atmos en versió original i tampoc es podrà veure en qualsevol dispositiu, només en la consola Xbox One/S o una televisió LG OLED del 2017 amb suport natiu per Atmos. També serà necessari tenir contractat el pla més car que ofereix la plataforma, amb 4 pantalles i video Ultra HD, i un increment de l'amplada de banda disponible de 3Mbps més només per al so.

## Llista de sèries originals de Netflix

### Drama
| Títol                          | Idioma   | Estrena                 | Temporades | Episodis | Duració   | Estat                             |
| ------------------------------ | -------- | ----------------------- | ---------- | -------- | --------- | --------------------------------- |
| House of Cards                 | Anglès   | 1 de febrer del 2013    | 6          | 73       | 42-59min  | Pendent                           |
| Hemlock Grove                  | Anglès   | 19 d'abril del 2013     | 3          | 33       | 42-58min  | Finalitzada                       |
| Orange is the new black        | Anglès   | 11 de juliol del 2013   | 6          | 78       | 51-92min  | Renovada per la temporada 7       |
| Marco Polo                     | Anglès   | 12 de desembre del 2014 | 2          | 20       | 48-65min  | Finalitzada                       |
| Bloodline                      | Anglès   | 20 de març del 2015     | 3          | 13       | 49-68min  | Finalitzada                       |
| Sense8                         | Anglès   | 5 de juny del 2015      | 2          | 23       | 45-124min | Finalitzada                       |
| Shadowhunters                  | Anglès   | 5 de maig del 2016      | 3          | 12       | 40-45min  | Pendent                           |
| Hibana (Spark)                 | Japonès  | 2 de juny del 2016      | 1          | 10       | 46-60min  | Pendent                           |
| Stranger Things                | Anglès   | 15 de juliol del 2016   | 3          | 25       | 41-55min  | Renovada                          |
| The Get Down                   | Anglès   | 21 d'agost del 2016     | 1          | 11       | 53-93min  | Finalitzada                       |
| Midnight Diner: Tokyo Stories  | Japonès  | 21 d'octubre del 2016   | 1          | 10       | 23-24min  | Pendent                           |
| The Crown                      | Anglès   | 4 de novembre del 2016  | 3          | 30       | 55-62min  | Pedent                            |
| 3%                             | Portugès | 25 de novembre de 2016  | 1          | 8        | 38-49min  | Renovada                          |
| The OA                         | Anglès   | 16 de novembre de 2016  | 1          | 8        | 31-71min  | Renovada                          |
| A series of unfortunate events | Anglès   | 13 de gener del 2017    | 1          | 8        | 42-64min  | Renovada per les temporades 2 i 3 |
| Samurai Gourmet                | Japonès  | 17 de març del 2017     | 1          | 12       | 16-24min  | Pendent                           |
| Ingobernable                   | Espanyol | 24 de març del 2017     | 1          | 15       | 32-50min  | Renovada                          |
| 13 reasons why                 | Anglès   | 31 de març del 2017     | 3          | 39       | 49-61min  | Renovada                          |
| Las chicas del cable           | Espanyol | 28 d'abril del 2017     | 5          | 37       | 47-63min  | Renovada per la temporada 6       |
| Gypsy                          | Anglès   | 30 de juny del 2017     | 1          | 10       | 46-58min  | Cancel·lada                       |
| Ozark                          | Anglès   | 21 de juliol del 2017   | 1          | 10       | 52-80min  | Renovada                          |
| Suburra                        | Italià   | 6 d'octubre del 2017    | 1          | 10       | 50-60min  | Pendent                           |
| Mindhunter                     | Anglès   | 13 d'octubre del 2017   | 1          | 10       | 34-60min  | Renovada per la temporada 2       |

### Comèdia
| Títol                                    | Idioma   | Estrena                 | Temporades | Episodis | Duració  | Estat       |
| ---------------------------------------- | -------- | ----------------------- | ---------- | -------- | -------- | ----------- |
| Unbreakable Kimmy Schmidt                | Anglès   | 6 de març del 2015      | 3          | 39       | 23-36min | Renovada    |
| Grace & Frankie                          | Anglès   | 8 de maig del 2015      | 3          | 39       | 25-35min | Renovada    |
| Club de Cuervos                          | Espanyol | 7 d'agost del 2015      | 2          | 23       | 36-47min | Pendent     |
| Master of none                           | Anglès   | 10 de novembre del 2015 | 1          | 10       | 26-33min | Renovada    |
| Love                                     | Anglès   | 19 de febrer del 2016   | 2          | 22       | 27-40min | Renovada    |
| Fuller house                             | Anglès   | 26 de febrer del 2016   | 3          | 26       | 25-36min | Renovada    |
| Flaked                                   | Anglès   | 11 de març del 2016     | 2          | 14       | 30-34min | Pendent     |
| The Ranch                                | Anglès   | 1 d'abril del 2016      | 2          | 30       | 28-34min | Pendent     |
| Lady Dynamite                            | Anglès   | 20 de maig del 2016     | 1          | 12       | 26-35min | Renovada    |
| Haters back off                          | Anglès   | 14 d'octubre del 2016   | 1          | 8        | 29-36min | Renovada    |
| One day at a time                        | Anglès   | 6 de gener del 2017     | 1          | 13       | 26-31min | Renovada    |
| Santa Clarita Diet                       | Anglès   | 3 de febrer del 2017    | 1          | 10       | 26-29min | Renovada    |
| Mystery science theater 3000: the return | Anglès   | 14 d'abril del 017      | 1          | 14       | 86-94min | Pendent     |
| Girlboss                                 | Anglès   | 21 d'abril del 2017     | 1          | 13       | 24-29min | Cancel·lada |
| Dear White People                        | Anglès   | 28 d'abril del 2017     | 1          | 10       | 21-33min | Renovada    |
| GLOW                                     | Anglès   | 23 de juny del 2017     | 1          | 10       | 29-37min | Renovada    |
| Friends from college                     | Anglès   | 14 de juliol del 2017   | 1          | 8        | 28-34min | Pendent     |
| Atypical                                 | Anglès   | 11 d'agost del 2017     | 1          | 8        | 29-36min | Pedent      |
| Disjointed                               | Anglès   | 21 d'agost del 2017     | 1          | 10       | 30min    | Pendent     |
| She's gotta have it                      | Anglès   | 23 de novembre del 2017 | 1          | 10       | 32-38min | Pendent     |
| Love and Anarchy                         | Suec     | 4 de novembre del 2020  | 1          | 8        | 25-30min | Pendent     |

### Sèries Marvel
| Títol                  | Idioma | Estrena                 | Temporades | Episodis | Duració  | Estat                       |
| ---------------------- | ------ | ----------------------- | ---------- | -------- | -------- | --------------------------- |
| Marvel's Daredevil     | Anglès | 10 d'abril del 2015     | 2          | 26       | 48-59min | Renovada per la temporada 3 |
| Marvel's Jessica Jones | Anglès | 20 de novembre del 2015 | 1          | 13       | 46-55min | Renovada per la temporada 2 |
| Marvel's Luke Cage     | Anglès | 30 de setembre del 2016 | 1          | 13       | 46-65min | Renovada per la temporada 2 |
| Marvel's Iron Fist     | Anglès | 17 de març del 2017     | 1          | 13       | 50-61min | Renovada                    |
| Marvel's The Defenders | Anglès | 18 d'agost del 2017     | 1          | 8        | 44-57min | Pendent                     |
| Marvel's The Punisher  | Anglès | 17 de novembre del 2017 | 1          | 13       | 49-55min | Pendent                     |

## Llista de sèries continuades per Netflix
| Títol                 | Gènere            | Cadena anterior    | Estrena                 | Temporades | Idioma   | Estat                               |
| --------------------- | ----------------- | ------------------ | ----------------------- | ---------- | -------- | ----------------------------------- |
| Arrested Development  | Comedia           | Fox                | 26 de maig del 2013     | 1          | Anglès   | Renovada                            |
| Star Wars: Clone Wars | Animació          | Cartoon Network    | 7 de març del 2014      | 1          | Anglès   | Finalitzada                         |
| The Killing           | Crim-drama        | AMC                | 1 d'agost del 2014      | 1          | Anglès   | Finalitzada                         |
| Trailer Park Boys     | Fals documental   | Showcase           | 5 de setembre del 2015  | 4          | Anglès   | Renovada                            |
| DreamWorks Dragons    | Animació          | Cartoon Network    | 26 de juny del 2015     | 4          | Anglès   | Pendent                             |
| Longmire              | Crim-drama        | A&E                | 10 de setembre del 2015 | 2          | Anglès   | Renovada per la temporada sis i set |
| Black Mirror          | Ciència-ficció    | Channel 4          | 21 d'octubre del 2016   | 1          | Anglès   | Renovada                            |
| Lovesick              | Comèdia romàntica | Channel 4          | 17 de novembre del 2016 | 1          | Anglès   | Renovada                            |
| The Last Kingdom      | Drama d'època     | BBC America        | 5 de maig del 2017      | 1          | Anglès   | Pendent                             |
| Paquita Salas         | Comèdia           | Flooxer (Antena 3) | 2018                    | 5          | Castellà | Pendent                             |

## Contingut doblat
- La vella guàrdia
- La família Mitchell contra les màquines
- El monstre marí
- Pinotxo
- Lost Ollie
- Nimona
- Avatar: l'últim mestre de l'aire
- Orió i la foscor
- Estat elèctric
- Astèrix i Obèlix: El combat dels caps
- Frankenstein

## Altre contingut doblat
- El nom de la rosa
- Cinema Paradiso
- Space Jam
- La vida és bella
- La ruta cap a El Dorado
- Shrek
- Spirit: El cavall indomable
- Naruto
- Troia
- Shrek 2
- Polar express
- Madagascar
- Shrek Tercer
- Kung Fu Panda
- The blind side: Un somni possible
- Gru, el meu dolent preferit
- Karate Kid
- Amor, boig i estúpid
- L'origen dels guardians
- Gru 2, el meu dolent preferit
- Els Croods
- Com ensinistrar un drac 2
- Annabelle
- El franctirador
- Cors d'acer
- San Andreas
- Focus
- Al cor del mar
- Mascotes
- Un monstre em ve a veure
- Sing
- Molly's game
- Jurassic World: El regne caigut
- Punyals per l'esquena
- Com ensinistrar un drac 3
- Ninja Turtles: caos mutant

## Compatibilitat amb dispositius
Els dispositius que apareixen a la llista disposen de maquinari compatible amb la visualització en directe de Netflix:
- Amazon Fire TV, Kindle Fire, Kindle Fire HD, Kindle Fire HDX
- Androidː smartphones i tablets
- Android TV
- Apple: Apple TV, iPad, iPhone, iPod Touch
- Barnes & Noble Nook Color, Nook Tablet, Nook HD
- D-Link Boxee Box (només és compatible amb Netflix als EUA i al Canadà)
- Google Chromecast (pot rebre streaming de Netflix des d'un dispositiu mòbil compatible o en Chrome)
- Insignia, reproductors de discos Blu-ray i sistemes de teatre a casa
- LG Electronics: alguns reproductors de Blu-ray, televisors i sistemes de teatre a casa
- Google TV
- YouView: decodificadors en el Regne Unit
- Microsoft: Windows 10 (PC i mòbils), Windows 8, Windows Phone, Xbox 360, Xbox One
- Nintendo: Wii, Nintendo 3DS, Wii U i Nintendo Switch
- Panasonic: alguns reproductorss de discos Blu-ray, televisors i sistemes de teatre a casa
- Philips: alguns reproductors de discos Blu-ray i televisors
- Roku: reproductor de streaming
- Samsung: alguns reproductors de discos Blu-ray, sistemes de teatre a casa, smartphones, televisors i tablets
- Seagate FreeAgent Theater+ HD media player
- Sharp: alguns televisors LED/LCD i reproductors de discos Blu-ray
- Sony: reproductors de discos Blu-ray, televisors, PlayStation 3, PlayStation Vita i PlayStation 4
- TiVo DVR (HD, HD XL, Series3, Premiere, Premiere XL, Roamio, i Bolt boxes)
- Viewsonic VMP75
- Vizio: alguns reproductors de discos Blu-ray i televisors
- Western Digital WD Live Plus media player
- Yamaha BD-A1020